# Mali Modruš Potok
 Mali Modruš Potok  falu Horvátországban Károlyváros megyében. Közigazgatásilag Netretićhez tartozik.

## Fekvése
Károlyvárostól 12 km-re északnyugatra, községközpontjától  1 km-re északra fekszik.

## Története
1857-ben 60, 1910-ben 61 lakosa volt. A település trianoni békeszerződésig Zágráb vármegye Károlyvárosi járásához tartozott. 2011-ben 43 lakosa volt.

## Lakosság
| Lakosság változása | Lakosság változása | Lakosság változása | Lakosság változása | Lakosság változása | Lakosság változása | Lakosság változása | Lakosság változása | Lakosság változása | Lakosság változása | Lakosság változása | Lakosság változása | Lakosság változása | Lakosság változása | Lakosság változása | Lakosság változása |
| ------------------ | ------------------ | ------------------ | ------------------ | ------------------ | ------------------ | ------------------ | ------------------ | ------------------ | ------------------ | ------------------ | ------------------ | ------------------ | ------------------ | ------------------ | ------------------ |
| 1857               | 1869               | 1880               | 1890               | 1900               | 1910               | 1921               | 1931               | 1948               | 1953               | 1961               | 1971               | 1981               | 1991               | 2001               | 2011               |
| 60                 | 68                 | 85                 | 86                 | 65                 | 61                 | 55                 | 62                 | 58                 | 74                 | 75                 | 46                 | 26                 | 58                 | 37                 | 43                 |

## Nevezetességei
A faluban fenyő és gesztenyefák között áll a Vukasović család 17. századi kis kastélya tavernával és istállóval. A kastély azon az 1562-ben említett birtokon épült, melyet abban az adománylevélben említenek, amellyel Frangepán István gróf Modrušpotok birtokát Zrínyi Györgynek, Kristófnak és Miklósnak adta. Az 1809-es tulajdonosváltás után Vukasović Filip báró tábornok, a Lujzinska cesta építője vásárolta meg, majd a 19. század második felében Mate Sladović birtoka lett. A Vukasović báró idejében épült egyszintes lakóépületet mai formájában a 20. század első negyedében a homlokzat átépítésével alakították ki.